# フミオ

フミオは、日本のイラストレーター、ゲームの原画家。

## 参加作品

### ゲーム
- 小拘女（アトリエかぐや）
- クランク・イン（フロントウイング）
- スイートレガシー〜僕と彼女の名も無いお菓子〜（フロントウイング／PCCWジャパン）
- ゆきうた（フロントウイング）
- ガッデーム&ジュテーム （CIRCUS）
- そらうた（フロントウイング）
- 智代アフター 〜It's a Wonderful Life〜（Key）
- Pia♥キャロットへようこそ!!G.O. 〜グランド・オープン〜（F&C）
  - Pia♥キャロットへようこそ!!G.O.SE（F&C）
- リリカル♪りりっく（ま〜まれぇど）
  - リリカルDS（ま〜まれぇど）
- ほしうた（フロントウイング）
  - ほしうた Starlight Serenade（フロントウイング）
- グリザイアの果実（フロントウイング）
  - グリザイアの迷宮（フロントウイング）
  - グリザイアの楽園（フロントウイング）

### 小説挿絵
成人向け
- ラブデス〜恋する☆死神（わかつきひかる著／美少女文庫）
- 銀狼王女―Werewolf Princess（みかづき紅月著／美少女文庫）

一般向け
- Canvas2 〜茜色のパレット〜（岡崎いずみ著／ファミ通文庫）
- SAKURA 〜雪月華〜（岡崎いずみ著／ファミ通文庫）
- 夏色の砂時計 リージェンの時間（とき）（岡崎いずみ／ファミ通文庫）
- オトコを見せてよ倉田くん!（斉藤真也著／MF文庫J）
- 六人のお嬢様戦争をオレだけが攻略できる（築地俊彦／ファミ通文庫）

### イラスト
- GWAVE2009 2nd Aceジャケットイラスト
- 『秋葉原電気外祭り 2013 Summer in 新宿』表紙イラスト

### 画集
- フミオ ArtWorks ほしうた

## 同人活動
『裏FMO』（うらエフエムオー）という名前の同人サークルを主宰している。